# Stronghold 2
Stronghold 2 er et real time strategy computer spil som udkom 22. april 2005. Spillet blev udviklet af Firefly Studios og blev udgivet af 2K Games. Spillet er beskrevet som et castle sim siden at man skal bygge sit slot men samtidig også tage sige at ting som indsamling af reusser og holde sin befolkning glad. Spillet er efterfølgeren til Stronghold, udgivet i 2001, også af Firefly Studios. Spillet blev remastered i 2017 og fik navnet Stronghold 2: Steam Edition.
Spillemotoren blev forbedret over det oprindelige Stronghold for at give fuld tredimensionel grafik.

## Modes
Der 7 modes i spillet som er følgende Peace Campaign, Castle Builder, War Campaign, Historic Siege Trail, Single Siege, Kingmaker & Multiplayer Skirmish

### Peace Campaign
Peace kampagnen er en "fredlige" kampagne hvor der er fokus på at lære spilleren hvordan man styrer sin borg/landsby og man spiller som Matthew Steele som er blevet sendt af kongen af England til at genopbygge økonomien og løse andre problemer som fx lovløse og de andre hertuger/grever. Den fungere også som forløber for war kampagnen.

### War Campaign
War kampagnen er en efterfølger til Peace kampagnen. Plottet er at kongen forsvinder mystisk og en borgerkrig starter efterfølgende, man starter med at være på den Loyale side som vil have kongen tilbage på tronen, men man kan senere vælge som man vil blive med at at støtte kongen eller om man vil støtter Lord Barclay til at overtage tronen.

### Kingmaker
Kingmaker også kaldet for custom skirmish er nok den mest populære game mode i hele Stronghold-serien næsten all spillene indeholder denne mode undtage Stronghold 3. Spilleren starte med at vælge et kort, og bagefter skal han vælge hvem man skal spille med og imod, man bestemmer selv om man vil starte med mange reusser eller om man starter med lidt reusser hvor man samtidig skal med mindre antal tilgængelige bygninger som så bliver tilgængelige igennem spillet.

### Multiplayer Skirmish
Multiplayer Skirmish er kingmaker i online from hvor man spiller imod andre spiller som man vil gøre i kingmaker.

### Castle Builder
Castle builder er hvor man vælger et kort, hvor man derefter bygger sit slot.

### Historic Siege Trail
Historic siege trial er en række belejrings missioner. Den fører dig over hele Europa, mens du sieger / forsvarer historiske slotte.

### Single Siege
Single Siege er hvor man får en liste 19 historiske slotte fra Storbritannien,Tyskland, Frankrig og Spanien. Man vælger selv om man skal angribe slottet eller om man vil forsvare slottet.

## Gameplay
Slot ledelse er blevet langt mere udfordrende og vanskelig i forhold til andre Stronghold spil. En sekundær ressource - ære - repræsenterer en spillers fremskridt i rank man skal bruge æren til at blive "forfremmet" hvilke gør at man får adgang til flere slags soldater og bygninger. Man får ære af om ens borgere får flere forskellige slags mad eller når man holder et festmåltid eller hvis man bygger statuer og holder et gilde.
Det blev også tilføget nogle af middelalderens plager som rotter og kriminalitet, som spilleren så skal holde på afstand ellers bliver ens borger utilfredse og begynder at forlade slottet.

## Steam Workshop
Stronghold 2 har sin engen Steam workshop hvor spiller deler deres "custom maps" som man så kan downloade og spiller med det fra single-player missioner til free build til skirmish maps som kan bruges både multiplayer single-player.